# Doki Doki Literature Club!
Doki Doki Literature Club! (prescurtat ca DDLC) este un roman vizual creat în 2017 de studioul American independent Team Salvato pentru Microsoft Windows, Mac OS și Linux. Jocul a fost inițial distribuit prin platforma itch.io, eventual devenind disponibil și pe Steam. Povestea este spusă din perspectiva unui student de liceu, care se alătură clubului de literatură al școlii sale la cererea prietenei lui. Doki Doki Literature Club! are o intrigă unică, cu mai multe finaluri și scene cu fiecare personaj care pot fi deblocate pe parcursul jocului. Deși la început pare să fie un simplu simulator de întâlniri, în realitate este un joc de groază psihologic care încalcă în mod repetitiv cel de-al „patrulea zid”.
Jocul a fost dezvoltat într-o perioadă estimată de doi ani de o echipă condusă de Dan Salvato. Acesta explică faptul că inspirația jocului a venit de la părerile lui pentru anime și fascinația sa pentru experiențe neliniștitoare și ireale. Lansarea Doki Doki Literature Club! a fost primită cu critică pozitivă pentru utilizarea cu succes a elementelor de groază și pentru unica natură pe care a adus-o către genului de roman vizual. Jocul a strâns de-asemenea și o largă popularitate în mediul online.
O variantă nouă a jocului, Doki Doki Literature Club Plus! a fost lansată pentru Nintendo Switch, PlayStation 4, PlayStation 5, Xbox One, Xbox Series X/S și Microsoft Windows pe data de 30 Iunie, 2021. O versiune a jocului pentru Mac OS a fost lansată mai târziu pe 12 August 2021. A fost lăudat pentru noile sale povești secundare și posibilitatea de a juca pe console, dar a simțit niște critică pentru lipsa schimbărilor. În comparație cu lansarea inițială din 2017, Plus! este un joc plătit.